# Andreas Durst
Andreas Durst (* 24. April 1966 in Essen) ist ein Brigadegeneral des Heeres der Bundeswehr und seit Januar 2021 Chef des Stabes beim Deutschen Militärischen Vertreter im NATO-Militärausschuss und bei der Europäischen Union in Brüssel. 

## Militärische Laufbahn

### Ausbildung und erste Verwendungen
Durst trat 1985 beim Panzerbataillon 123 in Kümmersbruck in die Bundeswehr ein. Es folgte bis 1987 die Ausbildung zum Offizier der Panzertruppe.  Von 1987 bis 1988 wurde Durst als Zugführer in der 4. Kompanie des Panzerbataillon 153 in Koblenz verwendet. Im Anschluss absolvierte er von 1988 bis 1991 ein Studium der Staats- und Sozialwissenschaften an der Universität der Bundeswehr in München. Es folgten von 1992 bis 1993 eine weitere Verwendung als Zugführer in der 2. Kompanie, sowie als S2 Offizier des Panzerbataillon 423 in Brück. Danach wurde Durst von 1993 bis 1995 im selben Bataillon als Kompaniechef der 6. Kompanie eingesetzt. Von 1996 bis 1998 war Durst Ordonnanzoffizier beim Vorsitzenden des  Militärausschuss der NATO, General Klaus Naumann, in Brüssel, Belgien. Hierauf folgte die von 1998 bis 2000 die Teilnahme am 41. Lehrgang Generalstabsdienst/Admiralstabsdienst National an der Führungsakademie der Bundeswehr in Hamburg.

### Dienst als Stabsoffizier
Die erste Verwendung als Offizier im Generalstabsdienst führte Durst von 2000 bis 2001 als Stabsoffizier G 2 und G 3 Operationen in den Stab IV. Korps nach Potsdam, nach Umgliederung zum Einsatzführungskommando der Bundeswehr bis 2002 weiter als Stabsoffizier G 3 Einsatzplanung. Daran anschließend wurde Durst nach Köln versetzt, wo er von 2002 bis 2004 Personalführer für die Generalstabsoffiziere des Heeres im Personalamt der Bundeswehr war. Von 2004 bis 2006 schloss sich eine ministerielle Verwendung als Referent im Referat FüH III 1 (Grundsatzangelegenheiten Truppenführung und Übungen Heer; Multinationale Zusammenarbeit Heer) im Führungsstab des Heeres im Bundesministerium der Verteidigung in Bonn an. Von 2006 bis 2007 war Durst Lehrgangsteilnehmer am israelischen Generalstabslehrgang am Israel National Defense College in Herzliya, Israel, bevor er von 2007 bis 2009 als Bataillonskommandeur des Panzerbataillons 203 in der Generalfeldmarschall-Rommel-Kaserne in Augustdorf erneut Führungsverantwortung hatte. Es folgte von 2009 bis 2011 eine weitere Verwendung als Referent im Planungsstab des Bundesministers der Verteidigung in Berlin. Danach wurde Durst nach Köln versetzt, wo er als Gruppenleiter/Unterabteilungsleiter Personalgewinnung im Personalamt der Bundeswehr, bzw. nach Umgliederung im Bundesamt für Personalmanagement der Bundeswehr eingesetzt wurde. Von 2014 bis 2016 wurde er in Brüssel als Dezernatsleiter NATO Operationen und Gruppenleiter NATO im Stab des Deutschen Militärischen Vertreters im Militärausschuss der NATO und der EU Generalleutnant Hans-Werner Wiermann verwendet. Von 2017 bis 2018 folgte eine weitere ministerielle Verwendung als Referatsleiter Strategie und Einsatz II 5 (Militärpolitik Grundsatzangelegenheiten, Internationale Interessenvertretung GenInsp) im Bundesministerium der Verteidigung in Berlin.

### Dienst als General
Am 10. April 2018 übernahm Durst von Brigadegeneral Oliver Kohl das Kommando über die Panzergrenadierbrigade 41 in Neubrandenburg. Auf diesem Dienstposten erhielt er im Februar 2019 auch die Beförderung zum Brigadegeneral. Am 18. Januar 2021 übergab Durst das Kommando über die Brigade an Oberst Christian Nawrat, um Chef des Stabes beim Deutschen Militärischen Vertreter im NATO-Militärausschuss und bei der Europäischen Union in Brüssel zu werden. Sein Vorgänger auf diesem Dienstposten war Brigadegeneral Wolfgang Wien, der als Vizepräsident zum Bundesnachrichtendienst nach Berlin wechselte. Als Chef des Stabes arbeitet Durst dem Deutschen Militärischen Vertreter Vizeadmiral Klaus-Michael Nelte zu.

### Auslandseinsätze
- 2001 SFOR Stellvertretender Abteilungsleiter G 2 Multinational Division South East, Bosnien-Herzegowina
- 2008 ISAF Stellvertretender Kommandeur und Chef des Stabes Provincial Reconstruction Team Feyzabad, Afghanistan[4]

### Auszeichnungen
- 2001 Einsatzmedaille der Bundeswehr in Bronze SFOR
- 2008 Einsatzmedaille der Bundeswehr in Bronze ISAF
- 2013 Ehrenkreuz der Bundeswehr in Gold

## Privates
Durst ist verheiratet und hat zwei Kinder.